# Árvore de Bodhi

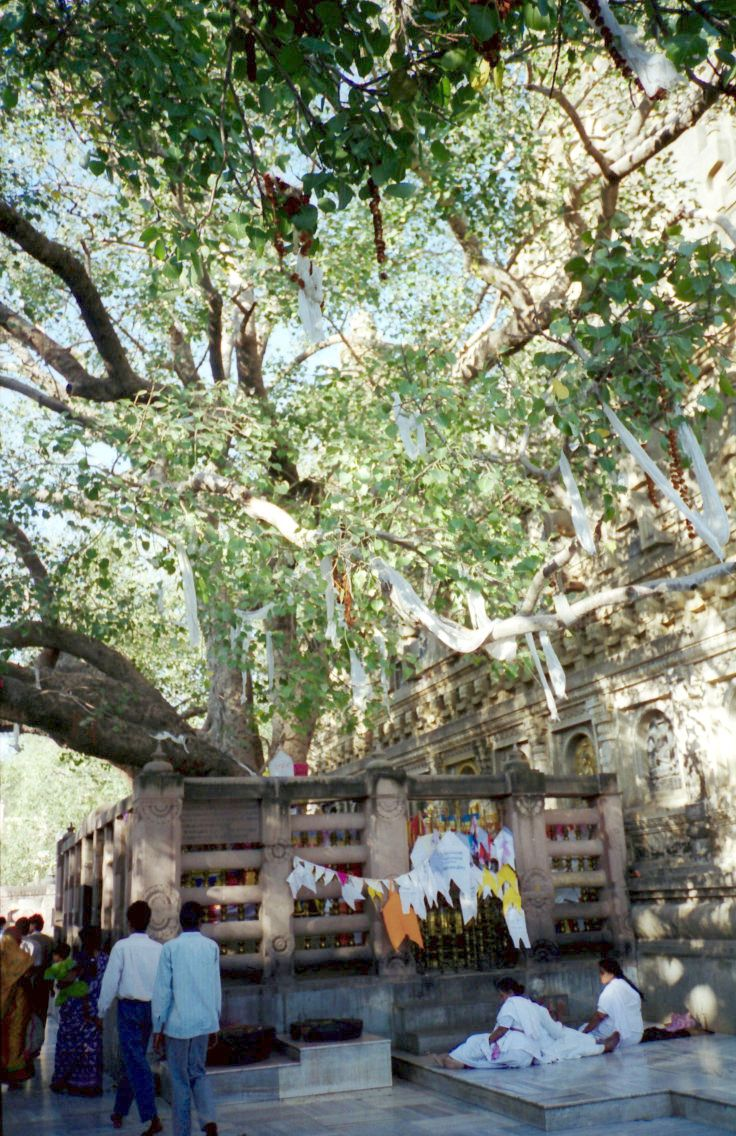
Árvore de Mahabodhi no templo de Mahabodhi Temple

A Árvore de Bodhi ou Figueira de Bodhi era uma grande e antiga figueira sagrada da espécie Ficus religiosa localizada em Bodh Gaya, Bihar, na Índia. Siddhartha Gautama, o líder espiritual que fundou o budismo, teria atingido a Iluminação espiritual (Bodhi) por volta de 500 a.C. sob ela. Na iconografia budista, a Árvore Bodhi é representada por suas folhas em formato dde coração, que geralmente são exibidas com destaque. O termo "árvore de Bodhi" também é aplicado de maneira genérica a qualquer árvore da espécie Ficus religiosa.
A Árvore de Mahabodhi presente no templo de mesmo nome em Bodh Gaya é descrita como originária direta da Árvore de Bodhi. Plantada em 250 a.C., é uma destinação popular para peregrinos, sendo o mais importante dos quatro locais de peregrinação para os budistas. Outras árvores com importância para o budismo são as a Árvore de Anandabodhi em Jetavana na Índia e a Árvore Sri Maha Bodhi em Anuradhapura no Sri Lanka. Ambas também teriam se originado a partir da Árvore de Bodhi original.